# Matrículas Abertas, Vagas Limitadas
Matrículas Abertas, Vagas Limitadas é uma longa-metragem brasileira, de W. Tede Silva, de 89 minutos, realizado com a participação de 70 atores, músicos e técnicos de diversas nacionalidades (Brasil, França, Chile, Rússia, Alemanha, Israel, Tunísia, Argentina). Tem como tema central a revolução da diversidade sexual. Participam do filme personalidades como o jornalista Leão Lobo e a médica Camille Cabral, fundadora do PASTT, associação de transexuais da França, bem como os atores Nicanor Jacinto, Caco Pontes, Gero Brasile, Rhayfer, Simone Fontoura e outros. O filme foi lançado no Museu Nacional da República, em Brasília, em novembro de 2011.